# Macrobrachium microps
Macrobrachium microps är en kräftdjursart som beskrevs av Lipke Bijdeley Holthuis 1978. Macrobrachium microps ingår i släktet Macrobrachium och familjen Palaemonidae. Inga underarter finns listade i Catalogue of Life.